# Öppen hårdvara

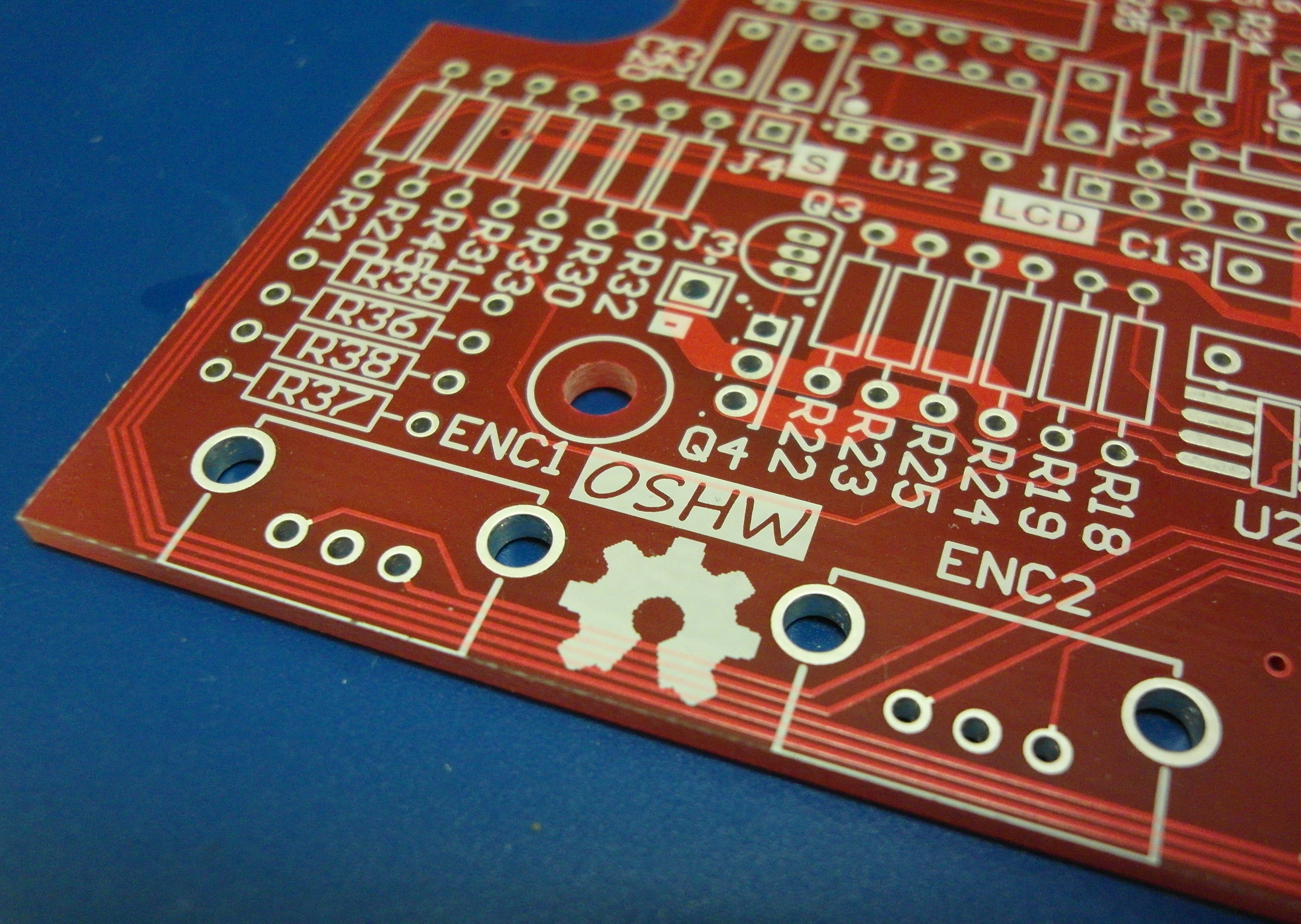
Logon för Öppen hårdvara tryckt på ett tomt kretskort

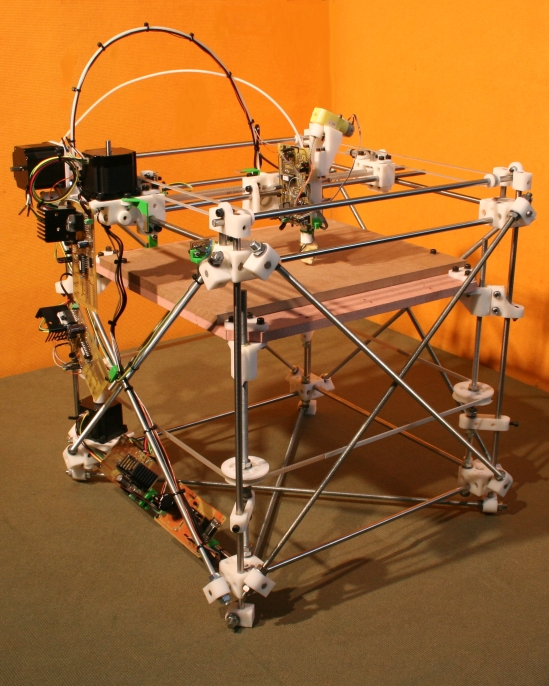
RepRap både är och kan användas för att skapa öppna hårdvaruprojekt.

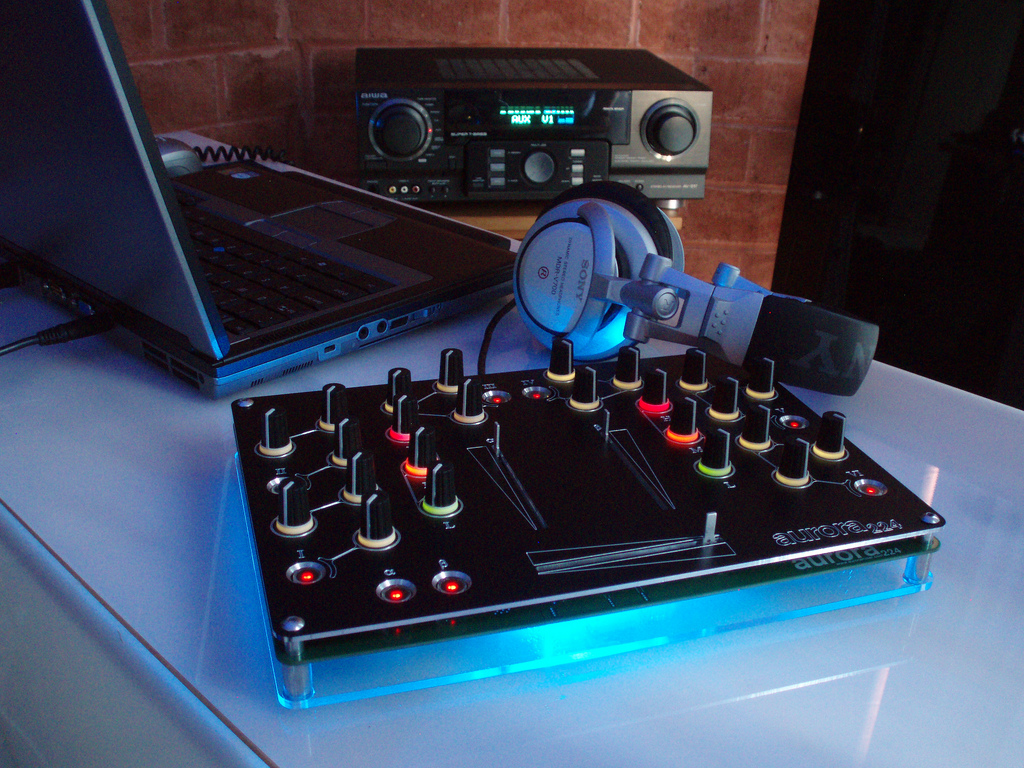
Aurora 224: en tvåkanalsmixer av öppen design för discjockeyer.

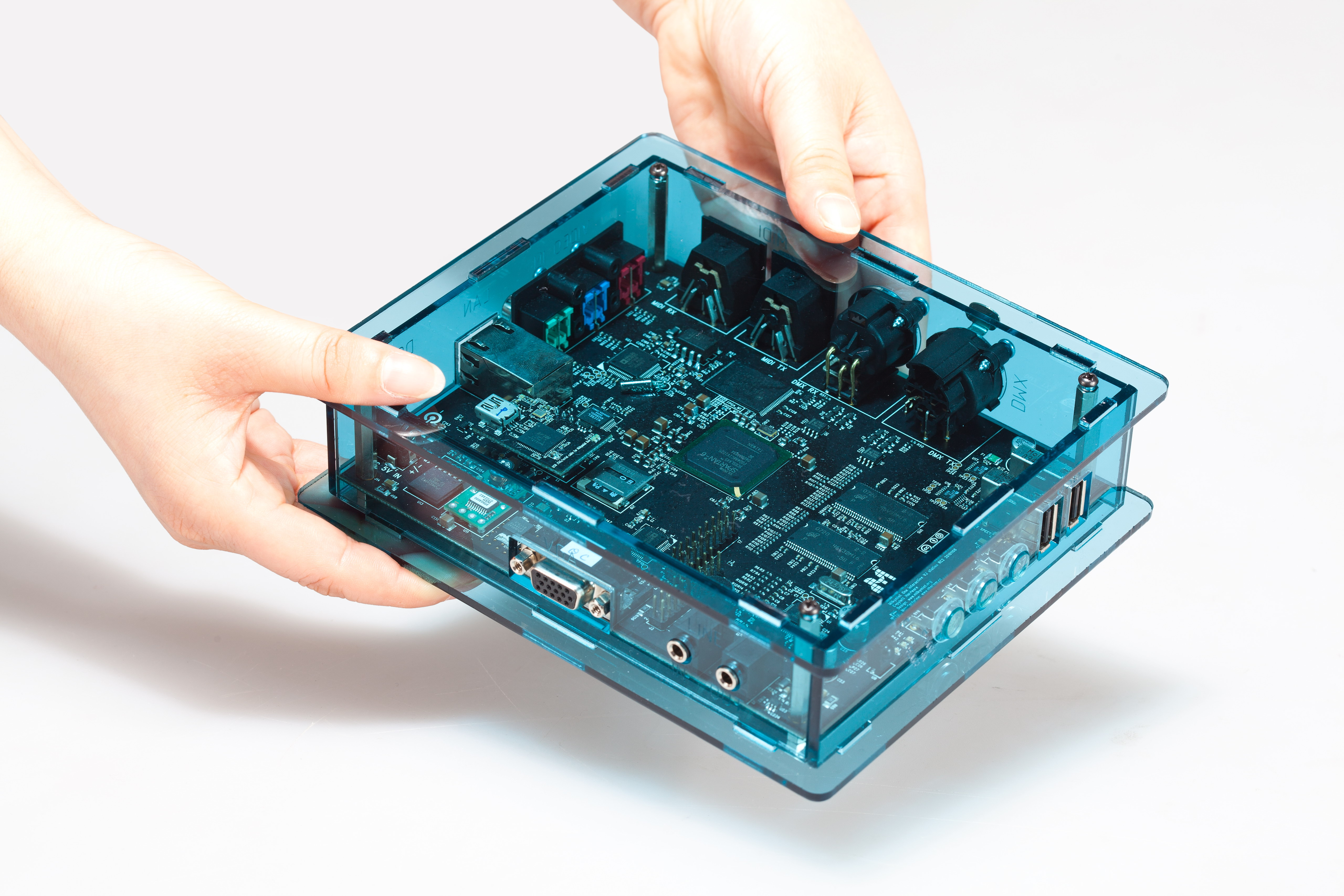
Milkymist One, interaktiv arbetsstation för videojockeys.

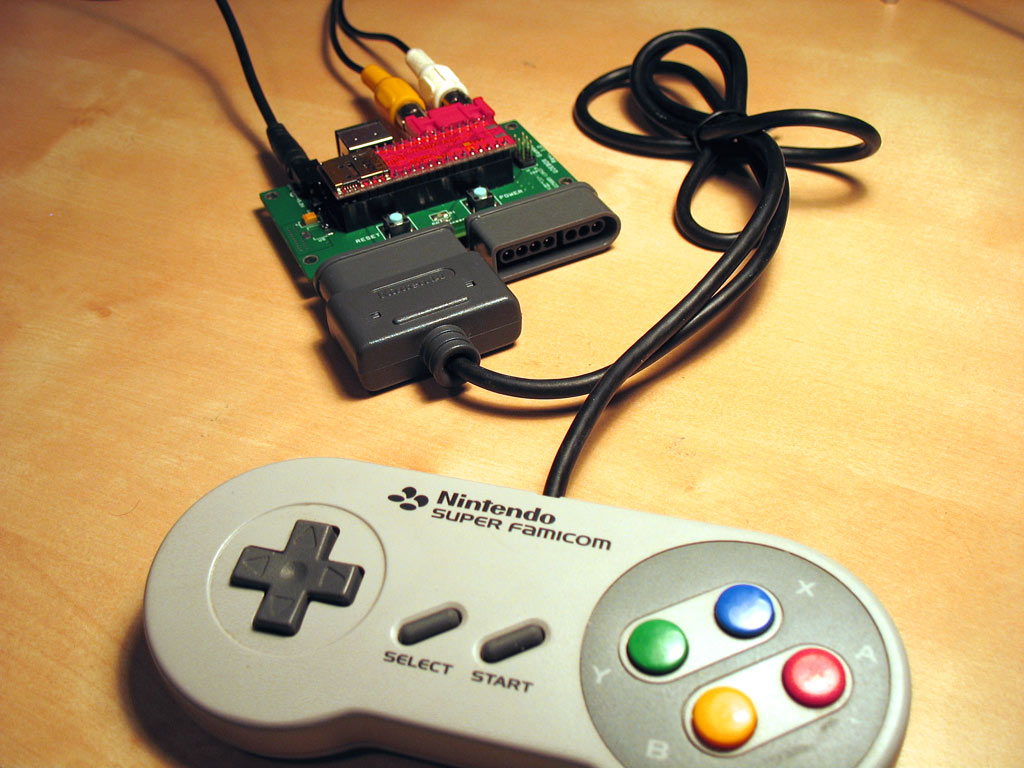
Uzebox är en öppen TV-spelsdesign

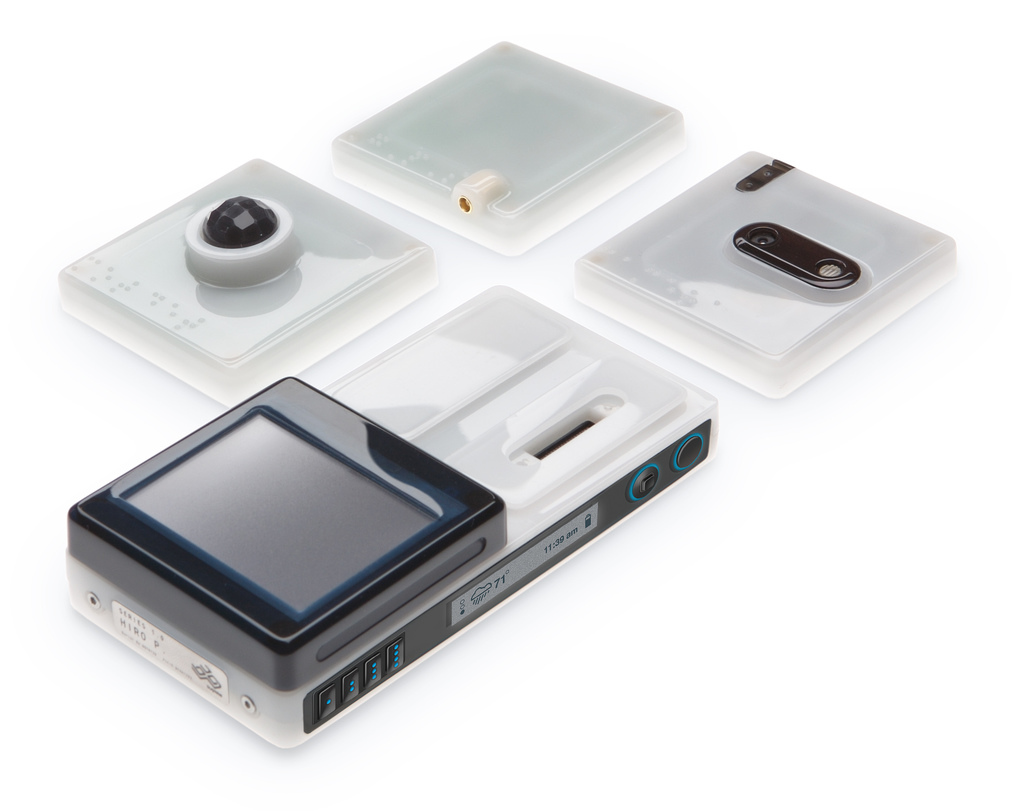
Bug Labs öppna hårdvara

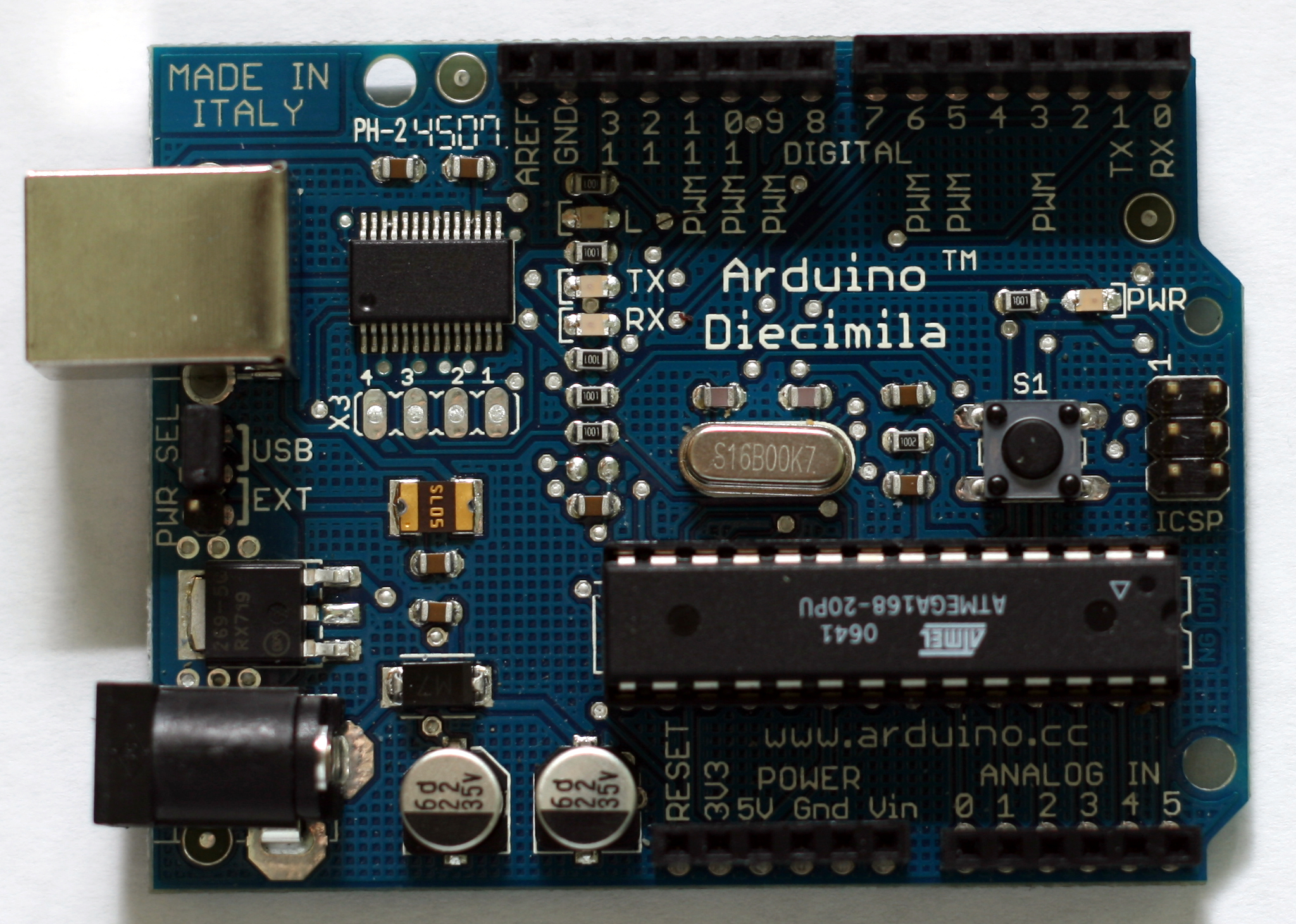
Arduino Diecimila

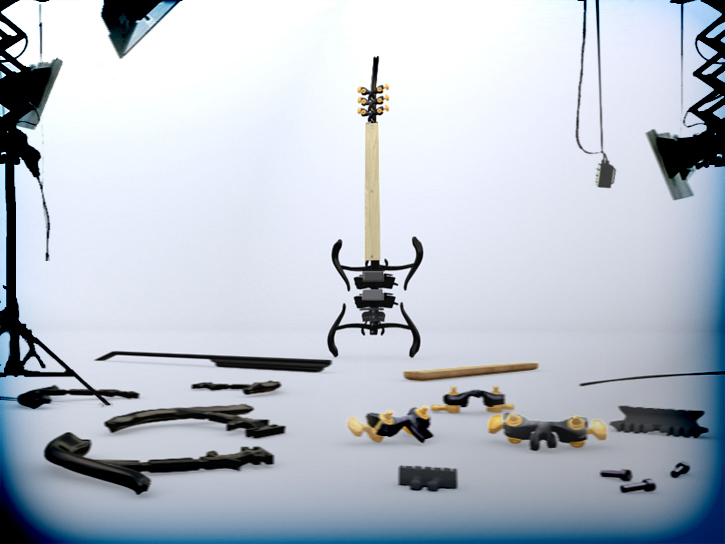
Zoybar Open Source Guitar Kit

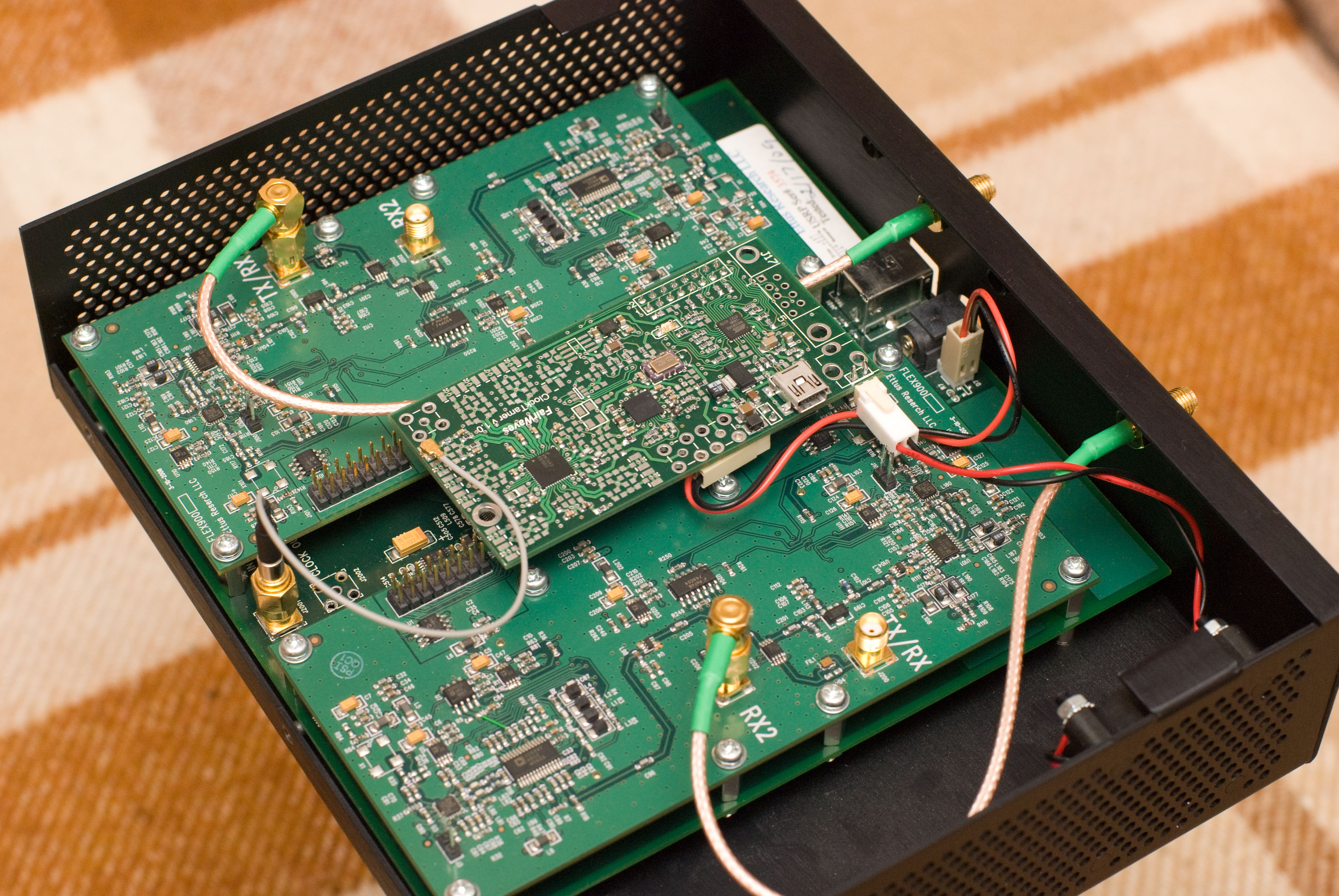
Universal Software Radio Peripheral med två RFX900 dotterkort och ClockTamer installerad - alltihop öppen hårdvara.

Öppen hårdvara (på engelska Open Source Hardware, eller OSHW) är, liksom öppen källkod (på engelska Free and Open Source Code, eller FOSS), baserad på konceptet att frihet från patent samt proprietära och slutna hårdvarudesigner främjar utvecklingen. Det kan i hårdvarufallet gälla kretskortslayout, kopplingsscheman, materiallistor,  hårdvarubeskrivande språk och annat.
Efter populariseringen av programmerbara grindmatriser kom logisk design att bli en viktig del av den öppna hårdvaran. Istället för kopplingsscheman och ritningar delas istället källkod i hårdvarubeskrivningsspråk, så kallad HDL. HDL kan användas för att programmera en FPGA, sätta upp en System-on-a-chip (SoC) eller kontrollera en ASIC. Sådana HDL-moduler, när de distribueras, kallas halvledarimmaterialrättskärnor, på engelska Semiconductor intellectual property core eller IP-core.

## Licenser
Istället för att skapa en helt ny licens använder öppen hårdvara existerande licenser.
Ett flertal nya licenser har föreslagits. Dessa licenser avses specifikt behandla hårdvara. I dessa licenser har många av de fundamentala principerna för öppen källkod konverterats för att fungera på hårdvara. Organisationer brukar ofta försöka samsas om en licens som delas. Till exempel föredrar Opencores att använda LGPL, medan FreeCores använder GPL, och Open Hardware Foundation använder sig av "copyleft" eller andra öppna licenser.. Open Graphics Project använder en samling licenser, som till exempel MIT-licensen, GPL, och en proprietär licens. och Balloon Project författade sin egen licens. Nya hårdvarulicenser beskrivs ofta som hårdvaruekvivalenter av kända licenser såsom GPL, LGPL eller BSD-licensen.
Ytliga likheter med mjukvarulicenser till trots är de flesta hårdvarulicenser fundamentalt olika och graviterar naturligt mot patenträtt snarare än upphovsrätt. Medan upphovsrätten begränsar distribution av en mjukvara och designspecifikationer fokuserar patenträtt mer på användning och tillverkning av enheter baserade på designspecifikationerna. Denna skillnad omnämns specifikt i förordet till TAR Open Hardware License:
"...those who benefit from an OHL design may not bring lawsuits claiming that design infringes their patents or other intellectual property."
"...de som gagnat från en öppen hårdvarudesign må icka ansöka om stämning för immaterialrätts- eller patentintrång."